# Voltaire-Preis
Der Voltaire-Preis wird seit 2017 jährlich von der Universität Potsdam verliehen. Die von der Friede-Springer-Stiftung geförderte Auszeichnung wird an internationale Wissenschaftler vergeben, die sich für die Freiheit von Forschung und Lehre sowie für das Recht auf freie Meinungsäußerung einsetzen. Über den Preisträger des Voltaire-Preises entscheidet eine Jury. Zu ihr gehören (Stand 2024) Oliver Günther, Florian J. Schweigert, Ottmar Ette, Christoph Markschies, Barbara Stollberg-Rilinger, Marcia C. Schenck und Iwan-Michelangelo D’Aprile.
Der Preis ist nach dem französischen Philosophen, Schriftsteller und zentralen Vertreter der Aufklärung Voltaire (1694–1778) benannt und mit 5000 Euro dotiert (Stand 2024).
Für den Voltaire-Preis schuf der in Potsdam lebende Künstler Mikos Meininger eine Plastik.

## Preisträger
- 2017 Hilal Alkan
- 2018 Gladys Tzul Tzul
- 2019 Ahmad Milad Karimi
- 2020 Gábor Polyák
- 2021 Elisabeth Kaneza
- 2022 Duong Keo
- 2023 Amy Lai
- 2024 Gerawork Teferra Gizaw, Olga Shparaga
- 2025 Rosario Figari Layús